# Натуралістичне спостереження

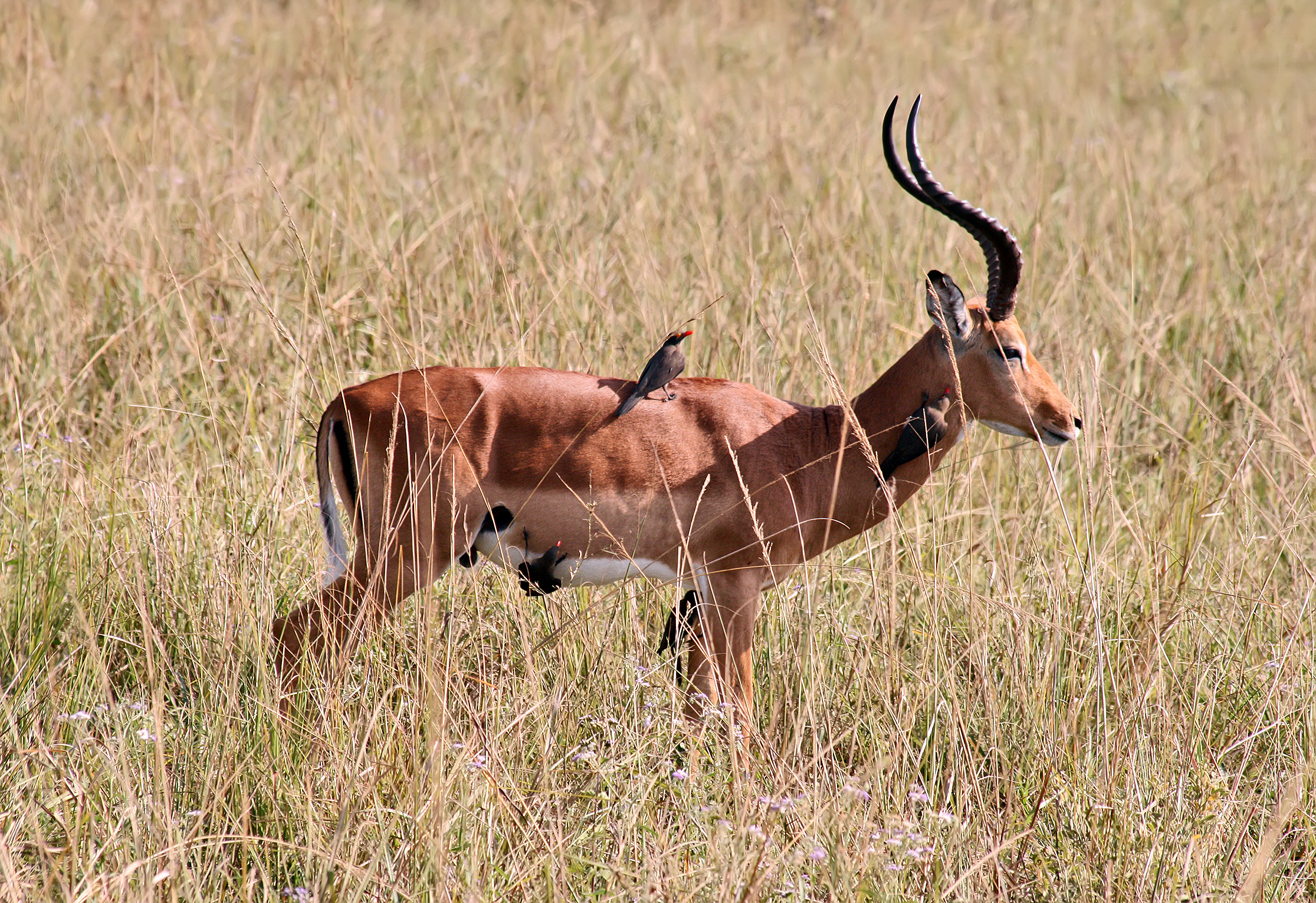

Натуралістичне спостереження, яке іноді називають польовою роботою, — це методологія дослідження в багатьох галузях науки, включаючи етологію, антропологію, лінгвістику, соціальні науки та психологію, у якій дані збираються так, як вони відбуваються в природі, без будь-яких маніпуляцій з боку спостерігача. Приклади варіюються від спостереження за моделями харчування тварин у лісі до спостереження за поведінкою учнів у школі. Під час натуралістичного спостереження дослідники дуже обережно використовують ненав’язливі методи, щоб уникнути втручання в поведінку, яку вони спостерігають. Натуралістичне спостереження контрастує з аналоговим спостереженням у штучній обстановці, яка розроблена як аналог природної ситуації, обмежена таким чином, щоб усунути або контролювати вплив будь-яких змінних, крім тих, що представляють інтерес. Існує подібність до спостережних досліджень, у яких незалежну змінну, що цікавить, неможливо експериментально контролювати з етичних чи матеріально-технічних причин.
Натуралістичне спостереження як методологія дослідження має як переваги, так і недоліки. Спостереження заслуговують більшої довіри, оскільки поведінка відбувається за реальним, типовим сценарієм на відміну від штучного, створеного в лабораторії. Поведінка, яка ніколи не могла б виникнути в контрольованому лабораторному середовищі, може привести до нових ідей. Натуралістичне спостереження також дозволяє вивчати події, які вважаються неетичними для експериментального вивчення, наприклад, вплив стрілянини в середній школі на учнів, які відвідують старшу школу. Оскільки в натуралістичних дослідженнях неможливо контролювати сторонні змінні так, як у лабораторії, це ускладнює відтворення результатів і перевірку їхньої надійності. Наприклад, якщо суб’єкти знають про спостереження, їхня поведінка може відрізнятися від звичайної. Це також створює труднощі з узагальненням висновків за межами конкретних спостережуваних ситуацій, оскільки отримані дані можуть бути специфічними для цих умов.

## Дивіться також
- Джейн Гудолл
- Медитація
- Природнича історія
- Ефект очікування спостерігача
- Якісне дослідження